# Wanja Lundby-Wedin
Wanja Elisabeth Lundby-Wedin (Enskede, Södermanland, Suecia, 19 de octubre de 1952) fue la presidenta de la Confederación de Sindicatos Suecos (en sueco: Landsorganisationen i Sverige o LO) desde el año 2000 hasta el 2012. También ostentó el cargo de presidenta de la Confederación Europea de Sindicatos desde mayo de 2007 hasta mayo de 2011.

## Vida laboral

### Trayectoria sindical
Después de haber trabajado como auxiliar de enfermería en el hospital Högdalen al sur de Estocolmo, Lundby-Wedin estudió para llegar a ser enfermera asociada, y comenzó a trabajar en el hospital Danderyd al norte de Estocolmo. Allí, consiguió su primer puesto sindical como oficial de enlace para la Unión de Trabajadores Municipales de Suecia. En 1981 se convirtió en representante de la división en Estocolmo de la unión y en 1987 llegó a ser líder del Departamento de Asuntos Medioambientales en su oficina central a nivel nacional. En 1994 se le nombró vicepresidenta de la Confederación de Sindicatos Suecos y, más tarde, en el congreso de confederación realizado en septiembre del 2000 fue elegida Presidenta, convirtiéndose en la primera mujer en ese puesto.

### Presidenta del CES
El 25 de mayo de 2007 Wanja Lundby-Wedin fue elegida presidenta de la Confederación Europea de Sindicatos, CES. De esta manera se convirtió en la primera mujer como presidenta de la CES así como la primera presidencia del CES en Suecia. En su discurso de investidura enfatizó su apoyo a la solidez de los sistemas de bienestar y criticó la política de inmigración y refugiados de la Unión Europea.

### Papel en el Partido Socialdemócrata Sueco
Dentro de las atribuciones de cargo de Presidente de la CES, Lundby-Wedin fue también miembro de la ejecutiva del Partido Socialdemócrata Sueco. En 2006, se la citó en los medios como posible candidata para liderar el partido después de que Göran Persson abandonó el puesto debido a la derrota en las Elecciones generales de Suecia de 2006. Ella no mostró interés por el puesto, y citó a los medios la recomendación de Mona Sahlin, la cual fue elegida más tarde, como una buena candidata, aunque evitó nombrar un favorito. En los meses finales antes de la elección del representante su nombre ya no fue citado en los debates.

### Otros cargos
Lundby-Wedin tuvo también los siguientes puestos:
- CSI (Confederación Sindical Internacional), miembro del comité ejecutivo y suplente del comité directivo
- Consejo de Sindicatos Nórdicos, miembro del comité ejecutivo
- Presidenta de la compañía de seguros Folksam
- Miembro del consejo de la compañía de seguros AFA
- Miembro del consejo de la compañía de planes de pensiones AMF

## Vida personal
Lundby-Wedin está casada y tiene dos hijos.